# 탈진실 정치
탈진실 정치 또는 탈실재 정치는 사실이 무관하다고 간주되는 정치 문화이다. 이는 진실과 거짓, 정직과 거짓의 구별이 공적인 삶의 초점이 되었다는 것을 시사하며, 대중 평론가들과 학계 연구자들은 모두 역사의 특정 지점에서 정치가 어떻게 작동하는지에 결정적인 역할을 한다고 본다. 이것은 특히 새로운 통신 및 미디어 기술의 도래에 영향을 받은 것으로 간주된다. 언론 매체의 용어이자 사전적 정의로 대중화된 탈진실은 오해를 불러일으키거나 잘못된 정치적 주장의 풍부함과 영향력에 대한 짧은 꼬리표에서 학문적 연구에 의해 경험적으로 연구되고 이론화된 개념으로 발전했다. 옥스퍼드 사전은 2016년 올해의 국제어를 "탈진실"이라고 선언하면서 2015년에 비해 20배 증가한 사용량을 언급했으며, 일반적으로 "탈진실 정치"라는 명사와 연관되어 있다고 언급했다.
탈진실 정치는 주로 특정 미디어 맥락에서의 공적 진실 진술(주요 방송망, 팟캐스트, 유튜브 영상, 소셜 미디어 등에 대한 해설)을 통해 알려지기 때문에 특히 의도적인 루머, 거짓말, 음모론, 가짜뉴스 등 특정 형태의 진실 진술을 가진 미디어 및 커뮤니케이션 연구 현상으로 연구된다. McComiskey(2017, p. 6)에 따르면, "탈진실은 언어가 사실, 진실, 현실에 대한 어떠한 언급도 결여한 상태를 의미한다."(McComiskey, 2017, p. 6) "탈진실 소통의 풍경에서, 사람들(특히 정치인들)은 진술의 진실 가치나 사실성과 관련 없이 주어진 상황에서 작동할 수 있는 것은 무엇이든, 원하는 결과를 생성할 수 있는 것은 무엇이든 말한다."(McComiskey, 2017, p. 6). 미디어와 정치의 맥락에서, 그것은 종종 대중의 인식을 형성하고 정치적 의제를 진전시키기 위한 정보의 조작 또는 잘못된 정보의 확산을 포함한다. 탈진실 정치의 역사적 본질은 선전과 같은 보다 전통적인 커뮤니케이션 및 저널리즘 연구 분야와 관련하여 또한 논의되어 왔다. 커뮤니케이션 이론에서, 탈진실은 종종 존 듀이의 대안적 관점뿐만 아니라, 흑색선전, 회색선전 및 월터 리프먼의 백색선전 이론과 관련이 있다(Baron & Davis, 2016). 선전은 "특정 신념과 기대를 전파하기 위한 커뮤니케이션의 무제한 사용"으로 정의된다(Baran & Davis, 2016, p. 31).
2018년, 정치 평론가들과 학술 연구자들은 호주, 브라질, 인도, 가나, 러시아, 영국, 미국 등 많은 나라에서 탈진실 정치가 우세한 것으로 확인했다. 가나에서 코커와 아프리예는 특히 가나의 주요 정당인 신애국당(NPP)과 국민민주회의(NDC)와 연계된 인쇄 신문의 출판물을 중심으로 가나 맥락에서 탈진실 정치의 유행을 심도 있게 연구했다. 저자들은 가나를 포함한 사하라 사막 이남의 아프리카에서 선거 캠페인과 정치 담론의 구조에 탈진실 관행이 뿌리내리고 있음을 강조했다. 그들의 연구는 이 두 주요 정당과 연계된 가나 정치인들이 사용하는 탈진실 전략을 분석하는 것을 목표로 했으며, 이는 각각의 정치적 제휴 신문인 < The Daily Statesman>과 <The Enquirer>에 나타난 것이다. 코커와 아프리예는 이러한 맥락에서 카이로스, 허위 정보/오보, 전략적 허위의 의도적인 전달 등 세 가지 별개의 전략을 확인했다. 이러한 전략은 적극적으로 정치적 서술과 대중의 인식을 형성하는 것으로 나타났다.

## 용어의 역사
탈진실 정치라는 용어는 "탈진실 정치 환경", "탈진실 세계", "탈진실 시대", "탈진실 사회"와 같은 "탈진실"의 다른 형용사적 용법에서 발전한 것으로 보인다. 옥스포드 사전에 따르면, 세르비아계 미국인 극작가 스티브 테시크가 1992년 <The nation>의 한 에세이에서 탈진실이라는 용어를 처음 사용했을 수 있다. 테시크는 워터게이트의 부끄러운 진실(1972-1974)에 이어 이란-콘트라 사건(1985-1987)과 페르시아만 전쟁(1990-1991)에 대한 더 많은 보도를 통해 "우리는 자유민으로서 자유롭게 어떤 진실 이후의 세계에서 살고 싶다고 결정했다"고 썼다. 그러나, 하신(2018)이 언급한 바와 같이, 그 용어는 1990년대에 학술적으로 유포되었다. 미디어 연구 학자인 존 하틀리는 1992년 저서 "사진의 정치학"에서 "탈진실 사회의 저널리즘"이라는 장 제목으로 "탈진실"이라는 용어를 사용했다.
2004년 랄프 키스는 자신의 책에서 "탈진실 시대"라는 용어를 제목으로 사용했다. 그는 거기서 현 미디어 중심의 세계에서 속임수가 더욱 널리 퍼지고 있다고 주장했다. 키스에 따르면, 거짓말은 더 이상 변명의 여지가 없는 것으로 취급되지 않고 특정한 상황에서 용인될 수 있는 것으로 간주되기 시작했고, 이것이 탈진실 시대의 시작으로 이어진 것으로 추정된다. 같은 해 미국의 저널리스트 에릭 알터먼은 "탈진실 정치 환경"에 대해 언급했고, 2001년 9.11 이후 부시 행정부가 발표한 오해의 소지가 있는 발언들을 분석하면서 "탈진실 대통령직"이라는 용어를 만들어냈다. 좀 더 구체적으로, 미국의 학술지 <Moustafa Bayoumi>는 2003년 "탈진실 시대를 이끈 것은 이라크 전쟁"이며, 미국의 책임이 있다고 주장했다. Bayoumi는 스페인-미국 전쟁이나 통킹만 사건과 같은 시대에 비해 차이가 존재한다고 믿는다. 2002-2003년부터 특별기획실의 구성과 신보들의 숭고한 거짓말 이념의 지지를 통해 이전 시기와 가장 큰 차이가 존재하며 "거짓말의 장치가 제도화되었다". 콜린 크라우치는 2004년 저서 《포스트 민주주의》에서 포스트 민주주의라는 용어를 "선거가 분명히 존재하고 정부를 변화시킬 수 있는" 정치의 모델이라는 의미로 사용했지만, "공적 선거 토론은 철저하게 통제된 구경거리이며, 설득 기술에 전문가들로 구성된 경쟁 팀들에 의해 관리되고, 그 팀들에 의해 선택된 소수의 문제들을 고려한다." 크라우치는 정치적 커뮤니케이션의 "광고 산업 모델"을 직접적으로 몇 년 후 다른 사람들이 포스트 진실 정치와 연관시킨 신뢰의 위기와 부정직한 비난에 기인한다고 본다. 보다 최근에는 학자들이 크라우치를 따라 불신과 잘못된 믿음에 대한 전문적인 정치적 커뮤니케이션의 역할을 입증하고 있으며, 여기서 감정의 전략적 사용이 진실 진술에 대한 신뢰를 얻는 데 핵심이 되고 있다.
"탈진실 정치"라는 용어는 원래 블로거 데이비드 로버츠가 2010년 4월 1일 Grist의 블로그에 올린 글에서 만든 것일 수 있다. 로버츠는 "정치(여론 및 언론 서사)가 정책(입법의 내용)과 거의 완전히 단절된 정치 문화"라고 정의했다. 탈진실은 철학자 조셉 히스가 2014년 온타리오주 선거를 설명할 때 사용했다. 이 용어는 2016년 미국 대통령 선거와 2016년 영국의 유럽 연합 가입을 위한 브렉시트 국민투표를 위한 선거운동 기간 동안 널리 퍼지게 되었다.

## 개념
정보 장애는 탈진실 정치에서 정치적 목적으로 이용되는 다양한 부실하거나 허위의 정보를 아우르는 포괄적 용어로 제시되어 왔다.

### 탈진실
학자들과 대중 평론가들은 탈진실이 새롭게 생성되지만 어떤 역사적 시기에도 거짓말과 같은 현상에 적용될 수 있는 레이블인지, 아니면 경험적으로 더 최근에 관찰 가능한 원인(특히 새로운 디지털 통신 기술에 의해 가능해진 새로운 사회 정치적 관계)과 함께 역사적으로 특정한 것인지에 대해 의견을 달리하며, 정치적 거짓말이라는 오래된 현상으로만 단순화된다. 학자들과 대중 평론가들은 또한 옥스포드 사전의 원래 정의에서 감정을 강조함에도 불구하고, 탈진실 이론에서 감정이 강조되어야 하는 정도에 대해 의견을 달리한다. 2016년 옥스퍼드 사전이 등장하기 전에는 '탈진실'이라는 용어가 사전적으로 등장하지 않았지만, 옥스퍼드 사전은 브렉시트 국민투표와 2016년 미국 대통령 선거운동의 결과에서 영감을 받아 이미 암묵적으로 정치를 언급하고 있었다. 게다가, 원래 옥스포드 사전의 등재(심지어 오늘날에도, 전통적인 사전 등재보다 더 많은 보도 자료)는 그들의 선택을 정당화하며, 그들은 그것이 종종 "탈진실 정치"라는 명사 형태로 사용된다고 말한다. 따라서, 탈진실은 종종 탈진실 정치와 혼용된다.
탈진실 정치는 더 넓은 용어인 탈진실의 부분집합으로, 정치적 사건에 대한 최근의 초점보다 더 앞서 사용된다. 옥스포드 사전은 2016년 올해의 단어로 탈진실을 영향력 있게 명명했지만, 개념으로서의 탈진실에 대한 현재의 학문적 발전은 "객관적 사실"에 대한 호소가 "감정과 개인적 믿음에 대한 호소"만큼 영향을 미치지 못하는 "상황"에 대한 그들의 원래의 강조를 완전히 반영하지 못한다.  탈진실 커뮤니케이션은 영국의 브렉시트 논쟁이나 미국의 트럼프 캠페인과 같은 정치 캠페인에서 주요 도구로 사용되어 정치의 측면으로서 그것에 대한 학문적 및 저널리즘적 관심을 강하게 낳았다. 자유 민주주의 국가의 정치 생활에서 이치에 맞고 문제가 되는 개념으로서 "탈진실 정치"의 존재는 때때로 비평가들에 의해 부정된다.
이 개념의 일부 사용은 더 일반적인데, 경험적으로 널리 문서화된 불신 또는 홍보 자본주의의 맥락, 쉽게 접근할 수 있고 통제하기 어려운 소셜 미디어의 아마추어 대중 커뮤니케이션이 아니라, 정치에 대한 거짓말과 불신의 존재, 그리고 저널리즘의 편향(그리고 당시의 사람들은 불신적이었다거나 정치적 거짓말이 일반적이었다고 생각하는 해설자들의 의견)을 가리킨다. 탈진실의 개념을 정직하지 않은 정치적 커뮤니케이션과 그것의 다양한 스타일로 줄이면서, 일부 학자들은 오늘날 사람이 탈진실 정치라고 파악하는 것은 정말로 이전 시기의 정치로 돌아온 것이라고 주장한다. 하버드 대학의 제니퍼 호치차일드 행정학 교수는 탈진실의 증가를 미국에서 18세기와 19세기의 정치 및 미디어 관행으로 돌아가는 것으로 묘사하고, 그 후에 언론이 상대적으로 균형을 이루고 수사가 축소되는 20세기로 되돌아간 것으로 설명한다. 그럼에도 불구하고 이러한 관점은 다른 시기에 다른 나라의 사람들과도 충돌한다. 예를 들어, 1957년 과학자 캐슬린 론스데일은 영국의 맥락에서 "많은 사람들에게 정치에서 진실함은 이제 조롱거리가 되었다. ... 생각하는 사람들이 뒤섞인 회사에서 라디오를 듣는 사람이라면 누구나 이 냉소가 얼마나 깊은지 안다"고 말했다. 비슷하게, 뉴 사이언티스트는 1600년대부터 시작된 인쇄술과 문해력의 성장과 함께 일어난 팜플렛 전쟁을 탈진실 정치의 초기 형태로 특징지었다. 비방 및 독설적인 팜플렛은 값싸게 인쇄되어 널리 배포되었고, 그들이 조장한 반대 의견은 전쟁과 영국 내전(1642–1652), (훨씬 나중에) 미국 혁명 (1765–1791)과 같은 혁명을 일으키는데 기여했다.

#### 동인들
커뮤니케이션과 미디어 학자들과 철학자들은 탈진실의 정의, 기원, 원인을 조금 다르게 보는 경향이 있다. 미디어와 커뮤니케이션 학자들은 커뮤니케이션 기술의 역사적 혁명을 강조하며, 이는 사회적 삶을 근본적으로 변화시켰으며, 이는 우리의 사회적(사회적 인식론) 앎의 방식, 권위, 제도에 대한 신뢰 등을 포함한다. 또한 어떤 이들은 탈진실을 주로 지식의 문제가 아니라 혼란, 방향감각 상실, 불신의 문제로 본다. 철학자들은 미디어와 커뮤니케이션의 변화를 인용하는 경향이 있지만, 포스트모더니즘과 같은 철학적, 문화적 운동 자체가 사회에 영향을 미쳐, 느낌과 믿음이 정치에 대한 인식론적 위기를 초래하는 상황을 초래했다고 주장한다. 과학 기술 연구 분야의 학자들은 지식 사회의 진화의 일환으로, 공적인 영역과 정치적인 영역에서 과학적 진실 말하기의오랜 역할로 전환하면서 탈진실을 연구해왔다.
원래 옥스포드 사전의 정의에 의해 언급된 탈진실(정치)을 둘러싼 "상황들"은 경험적으로 문서화된 수많은 변화들의 수렴에 의해 정의되는 역사적인 시기를 나타내기 위해 확장되었다. 인터넷의 출현과 관련된 사회적 변화 이전에는 덜 주목받았던 정치적 삶의 오랜 부분이라고 그것을 묘사했던 초기의 논평가들과는 대조적으로, 몇몇 학자들은 동시대에 있고 그 개념의 핵심인 많은 경험적 변화들을 지적한다. 이러한 학자들에게, 탈진실은 몇몇 발전들의 문화적이고 역사적인 수렴을 지적함으로써 공적인 삶에서의 전통적인 경쟁과 사실의 위조와 다르다:
1. 부분적으로 통신 제작, 개인 웹사이트, 비디오, 마이크로 블로깅 및 채팅 그룹의 접근 가능한 기술로 인해 경쟁적인 진실 주장이 풍부하다
2. 진실 주장을 판단하기 위한 공유된 권한의 부족 (특히 이슈와 공공 진실 주장의 문지기로서 전통적인 저널리즘의 소멸과 함께)
3. 알고리즘에 의해 촉진되는 파편화된 공공 공간으로, 진실 주장은 때때로 에코 챔버 및 필터 버블의 잘못된 지식 효과와 관련되어 더 많은 대중이 참석하여 이의를 제기하거나 검증되지 않은 것으로 나타난다
4. 홍보, 마케팅, 광고, 빅데이터 분석 분야에서 영향력이 있거나 설득력이 있는 산업으로서, 특히 정보나 교육이 아닌 영향력을 발휘하는 것을 목표로 한다
5. 자기 홍보, 자체 브랜드인 자체 브랜드, 자체 브랜드, 사용자 생성 콘텐츠, 사용자 생성 콘텐츠, 사용자 생성 콘텐츠의 문화적 배경이다
6. 경쟁과 혼란에 실질적으로 대처하기 위한 수단으로 감정과 인지적 편향에 의존한다
7. 탈진실 정치적 커뮤니케이션이 기여하고 영향을 받는 광범위한 사회적 불신의 맥락
8. 가속화, 주의 분산 및 "뜨거운 인식"의 문화에 해당하는 커뮤니케이션 기술. 그리고 아마도, 얼마나 많은 오해를 불러일으키거나 "회전"이 허용될 수 있는지에 대한 역사적 윤리를 바꾸는 것이 가능하다[34][35][36][37][38]

2015년 언론 및 정치학자 제이슨 하신은 포스트 진실 정치의 많은 측면을 포괄하는 "포스트 진실의 정권"이라는 용어를 만들었다. 그는 일련의 역사적 발전이 포스트 진실 사회와 그 정치의 조건을 만들었다고 주장한다:
- 소문과 거짓의 전략적 사용을 포함하는 마이크로 타겟팅과 같은 기술을 통해 세분화된 인구에 대한 인식과 믿음을 관리하는 것을 목표로 하는 인지 과학에 의해 알려지는 정치적 커뮤니케이션[39][40]
- 주로 서로의 스쿱과 그들의 보고서를 반복해온 현대적이고 더 중앙집중화된 대중 뉴스 미디어 게이트키퍼의 단편화[41]
- 정보 과부하 및 가속화, 사용자 생성 콘텐츠 및 진실과 거짓을 구별하기 위한 사회 전반의 공통 신뢰할 수 있는 권한의 감소, 정확하고 부정확한 주의 경제[42][43]
- 사용자가 원하는 것을 기반으로 소셜 미디어 및 검색 엔진 순위에 나타나는 것을 관리하는 알고리즘
- 표절, 거짓말, 선전 및 뉴스 가치 변화의 스캔들로 얼룩진 뉴스 미디어

이러한 발전은 경제 위기를 배경으로 발생했으며, 타블로이드화 및 인포테인먼트로 알려진 보다 전통적인 타블로이드 기사와 보도 스타일에 대한 경향을 축소하고 선호했다. 이러한 관점에서 탈진실은 사회 가속화를 배경으로 인지(온라인에서 사람들이 사고하는 방식)에 미치는 영향, 커뮤니케이션 기술 및 사회 생활의 혁명을 제외하고는 이해될 수 없다. 엔터테인먼트 측면에서 Corner and Pels(2003) 및 Harsin(2018, 2021)과 같은 학자들은 시민의 정치에 대한 지향성은 리얼리티 TV와 같은 엔터테인먼트 형식과 관련하여 수용자로서 먼저 형성된 성향이며, 이는 정치적 커뮤니케이션에 대한 평가에 전이 가능한 것으로 보여질 수 있다고 주장한다.
이러한 현상들 중 일부는 (더욱 타블로이드 신문과 같은) 과거로의 회귀를 암시할지도 모르지만, 수렴의 효과는 의도적인 왜곡과 투쟁에서 이전의 형태의 저널리즘을 능가하는 사회 정치적 현상이다. 사실 확인과 소문을 마구 퍼뜨리는 사이트들은 넘쳐나지만, 그들은 파편화된 청중 집단과 각각의 신뢰/불신을 재결합시킬 수 없다. 하신은 그것을 단순한 탈진실 정치 대신 "탈진실의 정권"이라고 불렀고, 전문적인 범당파적 정치 커뮤니케이션은 (과학과 뉴스 미디어 같은) 기관과 담론들이 서로에게 의존하여 진실의 대중적 순환을 안정화시키는 맥락에서 경쟁적으로 커뮤니케이션을 조작했다. Cosentino(2019)는 탈진실의 체제 개념을 지정학적 차원으로 확장하여 비서구는 물론 서구 세계의 정치적 커뮤니케이션 사례를 분석한다.
철학자 Lee McIntyre(2018)와 같이 일반적으로 "탈진실"에 초점을 맞추지만 정치에 대해 언급하는 다른 학자들은 과학적 전문성과 탈근대적인 학문적 담론에 대한 증가하는 사회적 불신이 사실에 대한 승리를 느끼는 조건을 만들기 위해 인지적 편향과 결합했다고 주장한다. 이 학자들 중 몇몇이 불신을 탈진실 사회적, 정치적 효과의 대리인으로 인용하지만, 불신의 기원은 덜 명확하다. McIntyre는 예를 들어 담배의 효과에 대한 과학적 진실을 훼손하려는 홍보 노력을 중요한 요인으로 본다(비록 이 연결고리가 경험적으로 확립되지는 않았다). 기업의 이익이 과학적 합의가 존재하는 진실을 훼손하는 또 다른 구체적인 예로, McIntyre는 기후 변화를 부정하는 단체들에 대한 BP의 이전 기부를 인용한다. 그러나 홍보는 기업, 국가, 제품, 당사자 및 정치인으로서 브랜드에 대해 긍정적 또는 부정적으로 느끼도록 영향을 미치는 전략에서 진실은 오랫동안 마지막 관심사였다. 또한 2003년 미국의 이라크 침공에 대한 표절과 치어리딩을 둘러싼 저널리즘의 스캔들은 홍보 문화, 윤리적으로 의문스러운 전문적인 전략적 정치적 커뮤니케이션, 잠재적인 바이러스성 미디어스케이프, 알고리즘적으로 맞춤화된 정보 제공 등 다양한 형태의 구체적이고 일반화된 불신을 재현하기 위한 요소들과 결합된다: 신뢰는 합법적인 공공 진실 전달자의 인식에 중요해진다.
탈진실(가짜 뉴스와 혼용되기도 함)에 대한 많은 대중적인 치료법들이 정치적 거짓말의 증가를 주장하거나 암시하는 반면, Kalpokas(2018), Harsin(2015, 2017, 2018, 2021), and Cosentino(2019)는 거짓말을 탈진실(역사적으로 그것을 새로운 것으로 구별할 수 없는)의 단 하나의 특징으로 보고, 대신 진실과 거짓을 구별하는 문제(믿음이 더 부족하다고 유도하는 일반적인 권위자들), 또는 방향감각 상실, 혼란, 잘못된 인식 및 주의 산만함에 초점을 맞추고 있다. 백신 반대 지지자들과 마찬가지로 과학적 전문성(그들의 분야에서는 소수의 견해를 가지고 있지만)에 대한 호소는 전반적으로 사람들이 과학 전문가들 또는 그들의 생각을 존중한다는 것을 보여준다. 그러나 과학과 전문성이 정치화되어, 모르는 사람들이 합법적인 권위자들(모두 고급 학위를 가지고 있을 수 있음)을 식별하는 것을 더 어렵게 만들었다. 또한 정서적 진실 발화자를 진실하고 정직하며 신뢰할 수 있는 사람으로 인식하는 것은 진실 주장 이전에 사후 진실이 자신의 감정에 대한 명백한 신뢰라는 것을 의미하지 않을 수 있다.

### 오보
오보는 정치적 담론에서 사용되는 잘못된 정보 또는 오해의 소지가 있는 정보이다. 이 용어는 오보, 역정보, 가짜 뉴스의 모든 유형을 포괄하는 용어로 사용되기도 한다.

### 역정보
역정보는 예를 들어 선전에서 의도적으로 정보를 오도하는 것이다.

### 가짜 뉴스
가짜 뉴스는 "형식은 뉴스 미디어 콘텐츠를 모방하지만 조직의 과정이나 의도는 모방하지 않는 조작된 정보"이다

### 음모론
음모론은 강력한 음모자들에 대한 상호 연결된 주장의 정교한 패키지이며, 일반적으로 개연성이 없는 것으로 특징지어지지만 워터게이트 침입이나 은폐와 같은 실제 정치적 음모는 존재한다.

### 루머 폭탄
학제적인 연구 기관 전체에 걸쳐, 소문 정의의 핵심은 검증 가능하게 사실 또는 거짓이 아닌 진술이다. 군국주의적 은유 "루머 폭탄"은 혼란, 의심, 또는 잘못된 믿음을 야기하기 위해 전략적으로 "중단"되는 소문을 가리킨다.

### 취약성
잘못된 정보에 대한 취약성에는 두 가지 측면이 있다
- 더 나쁜 정보에 대한 속기성
- 그것을 수정할 수 있는 더 나은 정보에 대한 불신과 회의

### 조작된 논란
탈진실 공간의 정치적 운영자들은 경제적 또는 정치적 이익을 위해 논쟁을 조작하거나 가스라이팅에서와 같이 대중을 혼란스럽게 하고 혼란스럽게 할 수 있다.

## 서술

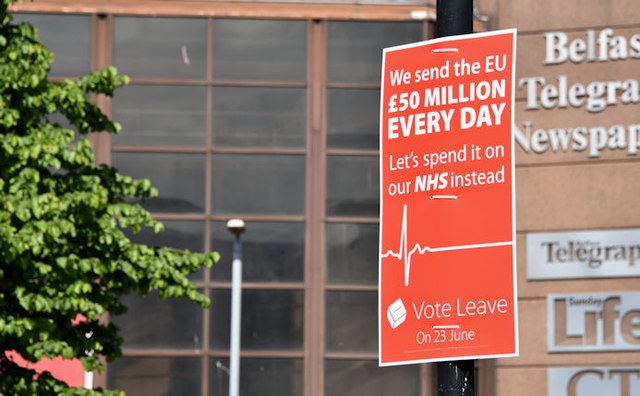
탈진실 정치의 한 예로 거론되는 EU 회비에 대한 주장이 대립하는 "Vote Leave" 포스터

정치 커뮤니케이션의 현대적 전문화(마케팅 및 광고 연구와 관련)에서 탈진실 정치의 정의적 특성은 언론 매체, 해당 분야의 전문가 등이 이러한 논의 사항과 모순되는 증거를 제공할 때에도 선거운동가들이 자신의 논의 사항을 계속 반복한다는 것이다. 예를 들어, 영국의 EU 국민투표 캠페인을 위한 캠페인을 진행하는 동안, Vote Leave는 EU 회원권이 일주일에 3억 5천만 파운드가 든다는 주장을 반복적으로 사용했지만, 이후 이 수치를 EU로 직접 송금되는 순액으로 사용하기 시작했다. 영국의 리베이트 등을 무시한 이 수치는 영국 통계청에 의해 "잠재적으로 오해의 소지가 있다"고 설명되었고, 재정연구소에 의해 "합리적이지 않다"고 설명되었으며, BBC 뉴스, 채널 4 뉴스 및 전체 팩트에 의한 사실 확인에서 거부되었다. 그럼에도 불구하고 Vote Leave는 국민투표 당일까지 이 수치를 선거운동의 구심점으로 계속 사용했고, 그 후 그들은 이 공약을 "예시"라고 평가절하했으며, EU에 보낸 순자금의 대체 사용 가능성으로 제시되었을 뿐이라고 지적했다. 보수당 의원이자 탈퇴 운동가인 사라 울러스턴은 "탈진실 정치"를 비판했다. 마이클 고브 법무장관은 인터뷰에서 영국인들이 "전문가들을 충분히 보유하고 있었다"고 주장해 논란이 됐다.
<The Daily Telegraph>의 의회 스케치 작가인 마이클 디콘은 탈진실 정치의 핵심 메시지를 "사실은 부정적이다. 사실은 비관적이다. 사실은 비애국적이다"라고 요약했다. 그는 탈진실 정치에는 당파성에 대한 거부와 부정적인 선거운동도 포함될 수 있다고 덧붙였다. 이런 맥락에서 선거운동가들은 반박을 비방과 유언비어, 그리고 반대를 당파적인 것으로 치부할 수 있는 유토피아적인 "긍정적인 선거운동"을 추진할 수 있다.
가장 극단적인 방식의 탈진실 정치는 음모론을 이용할 수 있다. 이런 탈진실 정치에서는 거짓 소문(버락 오바마에 대한 'birther' 혹은 '무슬림' 음모론)이 주요 뉴스거리가 된다. 피자게이트 음모론의 경우 한 남성이 the Comet Ping Pong 피자가게에 진입해 AR-15 소총을 발사하는 사건이 발생했다.
<Esquire>의 잭 홈스와 같은 작가들은 단순히 거짓을 말하는 것과 대조적으로, 이 과정을 뭔가 다른 것으로 묘사하며, 홈스는 "그러므로, 만약 당신이 무엇이 진실인지 모른다면, 당신은 당신이 원하는 것은 무엇이든 말할 수 있고 그것은 거짓이 아니다"라고 말한다. 마지막으로, 학자들은 탈진실이 단순히 명백한 진실/거짓 진술과 사람들이 이들을 구별하지 못하는 것이 아니라, 어떤 관점과 해석에서 어떤 면에서는 진실일 수도 있고, 다른 면에서는 거짓일 수도 있는 전략적으로 모호한 진술에 관한 것이라고 주장해왔다. 탈진실 시대의 분수령으로 묘사되어 온 미국의 이라크 침공을 촉진하기 위한 영국과 미국의 허위 정보 캠페인이 이에 해당되었다.

### 주요 뉴스 매체

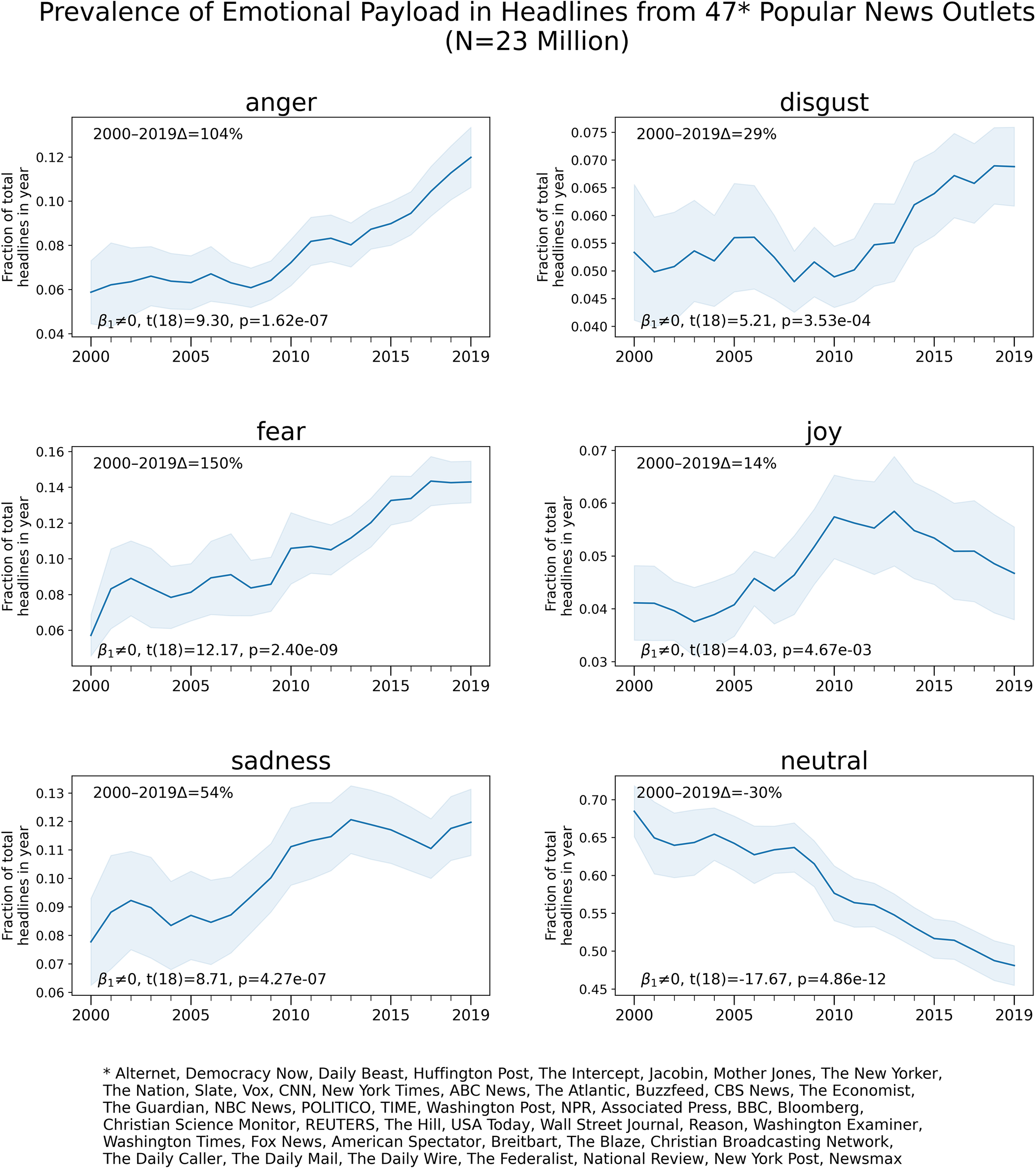
2000년 이후 미국 대형 매체 뉴스 기사의 중립성 저하와 감정 상승

탈진실 정치의 증가는 미디어 환경의 여러 경향에 기인한다. 미국의 미국의 소리와 CCTV 뉴스, RT와 같은 국가의 자금 지원을 받는 통신사의 확산이 한 가지 기여 요인이다. 모스크바의 TNT에서 일했던 영국계 러시아 기자인 피터 포머란체프에 따르면, 그들의 주요 목표 중 하나는 정부, 민주주의 및 인권 구조를 포함한 서구 기관의 합법화를 폐지하는 것이었다. 2016년 기준, 미국의 주류 언론에 대한 신뢰는 역사적으로 최저에 도달했다. 이러한 상황에서 뉴스 매체에 의한 사실 확인은 더 많은 대중들 사이에서 설득력을 얻기 위해 고군분투하고 정치인들은 점점 더 과감한 메시지에 의존한다고 제안되었다.
많은 언론사들은 공정한 것처럼 보이길 원하거나, 존재하는 정책을 가지고 있다. 많은 작가들은 사실적 근거에 이의를 제기하지 않고 지지받지 않거나 신뢰할 수 없는 주장에 동등한 강조를 하는 관행인 잘못된 균형으로 이어지는 경우가 있다고 언급했다. 또한 24시간의 뉴스 주기는 뉴스 채널이 동일한 공인을 반복적으로 끌어들이는 것을 의미하며, 이는 PR에 정통한 정치인들에게 이익이 되고, 발표와 성격이 사실보다 청중에게 더 큰 영향을 미칠 수 있는 반면, 주장과 반론의 과정은 사건에 대한 더 깊은 분석을 희생시키면서 며칠 동안의 뉴스 보도에 대해 불쾌감을 줄 수 있다.

### 소셜 미디어와 인터넷
인터넷상에서 방대한 양의 정보를 일반적으로 이용할 수 있게 되자, 잘못된 정보를 걸러내는 문지기 역할을 하는 편집 과정과 전문적인 저널리즘 및 학문적 규율로 인해 일반적으로 신뢰할 수 있었던 기존 매체들을 우회했다. 이제는 걸러졌을지도 모르는 잘못된 정보들이 자주 세계적으로 접근 가능한 인기 있는 포럼에 실리고, 이 포럼들은 자유민주주의 국가들이 유권자들에게 알리는 것에 의존한다.
소셜 미디어는 사용자 네트워크가 하나의 정치적 관점이 지배하고 주장에 대한 정밀 조사가 실패하는 필터 버블에 의해 강조될 수 있는 에코 챔버가 되어 웹 사이트, 출판사 및 뉴스 채널의 병렬 미디어 생태계가 발전할 수 있으므로 반박 없이 진실 이후 주장을 반복할 수 있다. 이러한 환경에서 사후 진실 캠페인은 사실 확인을 무시하거나 편견에 의해 동기 부여된 것으로 치부할 수 있다. 가디언지 편집장 캐서린 바이너는 "정확성과 진실성을 희생시키면서 값싼 클릭 수를 줄이는 것은 저널리즘과 진실의 가치를 훼손한다"고 말하면서, 오해의 소지가 있는 사실적인 내용의 기사인 클릭 미끼의 증가에 책임을 돌렸다. 2016년 팩트체크 및 디벙킹 사이트 Snopes.com의 공동 설립자인 데이비드 미켈슨은 소셜 미디어와 가짜 뉴스 사이트의 도입을 전환점으로 묘사하면서 "진실 이후의 시대라고 부를지는 모르겠지만 … 수문이 열렸고 모든 것이 쏟아져 나오고 있다. 빌지는 당신이 펌프질할 수 있는 것보다 더 빨리 계속 오고 있다"고 말했다.
디지털 문화는 컴퓨터와 인터넷에 접근하는 누구나 자신의 의견을 온라인에 게시하고 그것을 사실로 표시할 수 있도록 하는데, 이것은 에코 챔버와 다른 사용자들이 서로를 검증함으로써 합법화될 수 있다. 조사된 사실 대신 감정, 청중 편향 또는 헤드라인 호소력에 호소하는 분위기를 만들면서, 게시물이 얼마나 많은 조회수를 얻는지에 기초하여 콘텐츠가 판단될 수 있다. 더 많은 조회수를 얻는 콘텐츠는 그것의 합법성에 관계없이 지속적이다. 일부 사람들은 또한 인터넷에서 언제든지 이용할 수 있는 풍부한 사실이 근본적인 진실 대신 정보에 대한 기본적인 주장을 아는 것에 초점을 맞춘 태도로 이어진다고 주장한다. 인터넷은 종종 사람들이 그들의 의견을 강화하도록 촉진하면서, 사람들이 그들의 정보를 어디에서 얻는지 선택하도록 허용한다.
연구자들은 트위터 상에서 800개가 넘는 현대 엘리트들에 대한 원형 위조 점수 및 이와 관련된 노출 점수를 개발하였다. 공통 플랫폼 및 소프트웨어에 대한 기술적 변화 또는 확장에 크게 기반을 둔 다양한 유사 대응 방안들이 제안되었다.
2017년, 2016년 미국 대통령 선거와 도널드 트럼프의 승리에 반대하는 전국적인 시위의 증가는 수백만 명의 사용자들이 페이스북에 올리고 공유한 가짜 뉴스 이야기들 때문이라고 촉발되었다. 이 사건 이후, 잘못된 정보의 확산은 옥스포드 사전에서 "올해의 단어"로 만들어진 용어인 "탈진실"이라는 단어가 주어졌다.

### 양극화된 정치문화
탈진실 정치의 부상은 양극화된 정치적 신념과 일치한다. 미국 성인들을 대상으로 한 Pew 리서치 센터의 연구는 "좌우에 가장 일관된 이념적 관점을 가진 사람들은 더 혼합된 정치적 관점을 가진 사람들과 구별되고, 서로 매우 구별되는 정보 흐름을 가지고 있다"고 발견했다. 새로운 기술이 시민들의 일상생활에 도입되면서 데이터에 대한 접근성은 점점 높아지고 있다. 데이터와 통계에 대한 집착은 정치 현장에도 스며들고, 정치적 논쟁과 연설은 오해를 살 수도 있고, 거짓일 수도 있으며, 전체 그림을 담지 못할 수도 있는 정보의 토막글로 채워진다. 선정적인 텔레비전 뉴스는 웅장한 진술을 강조하고, 나아가 정치인들을 공론화한다. 미디어로부터의 이러한 형성은 대중이 정치 이슈와 후보자를 어떻게 바라보는지에 영향을 미친다.

## 기원
탈진실 정치는 세계 경제 및 정치 엘리트들이 기후 변화 및 COVID-19 범유행과 같은 문제에 대한 신자유주의 및 기타 제안된 세계적 해결책에 대한 대중 부문의 반응에 기원을 두고 있다.
호주의 두 학자 안테아 로버츠와 니콜라스 램프의 저서 'Six Faces of Globalization: Who Wins, Who Loses, and Why It Matters'는 '누가 이기고, 누가 지고, 왜 중요한가'를 중심으로 '좌파 포퓰리즘 서사', '기업 권력 서사', '우파 포퓰리즘 서사', '우파 포퓰리즘 서사', '지질경제 서사', 다수의 '글로벌 위협 서사' 등 기성 신자유주의 서사와 이에 대한 주요 반응을 비교·대조한다.
세계은행, 국제통화기금(IMF), 세계무역기구(WTO) 등 민주적 정당과 기관의 합의가 뒷받침하는 설립 서사는 경쟁과 비교우위의 경제 원리가 작동할 수 있도록 하는 협정의 국제적 협상을 기반으로 하며, 이는 각국의 국내총생산(GDP)을 극대화하는 것이다. 고용된 원칙이 잘 정립되고 작동하여 세계경제 생산이 확대되지만, 국제경제의 일부 부문에서는 이익을 얻고 다른 부문에서는 손실을 낳기도 한다.

## 반대 의견
탈진실을 역사적으로 구체적이고 저널리즘, 사회적 신뢰, 뉴미디어와 통신 기술의 변화와 밀접한 관련이 있다고 보는 일부 학문적인 취급과는 달리, 탈진실을 거짓말이나 선정적인 뉴스와 동일시하는 몇몇 대중적인 논평가들(펀드 및 저널리스트)은 탈진실이 부정확하거나 오해의 소지가 있는 용어이며 또는 포기해야 한다고 제안했다.  뉴 사이언티스트 사설에서 "비꼬는 사람은 정치인들이 실제로 예전보다 더 정직하지 않은지 궁금해 할 수 있다"고 제안하고 "한때 선별된 귀에 속삭였던 물고기들은 이제 모든 사람들이 엿듣는다"고 가설을 세웠다. 데이비드 헬펀드는 에드워드 해리스에 이어 기술이 포화된 환경 속에서 "대중의 선입견은 전혀 새로운 것이 아니다"라고 주장하며, 이제는 변화된 것은 "관객의 지식"과 "신뢰성의 한계"라고 주장한다. 우리는 오히려 그러한 신뢰성의 한계가 사라졌고, 모든 사람이 쉽게 공유되고 전파되는 주장을 할 자격이 있다고 느끼는 잘못된 정보의 시대에 있다. 작가 조지 길렛은 "탈진실"이라는 용어가 경험적 판단과 윤리적 판단을 잘못 혼동하고 있다고 주장하면서, 이른바 "탈진실" 운동은 사실 "전문가 경제 의견이 가치에 기반한 정치적 판단의 대리가 되는 것"에 대한 반란이라고 썼다.
토비 영(Toby Young)은 《스펙터》에 기고한 글에서 이 용어를 주로 좌파 평론가들이 보편적인 이념 편향을 공격하기 위해 선택적으로 사용하는 상투적인 용어라고 부르며, "우리는 모두 탈진실인이며 아마도 항상 그래왔을 것"이라고 주장했다. 이코노미스트는 그러나 수에즈 사태와 이란-콘트라 사태를 둘러싼 정치적 추문(진실을 은폐하려는 시도를 포함하는)과 공적 사실이 단순하게 무시되는 현대적인 추문의 질적 차이를 확인하면서 이 주장을 "안일하다"고 말했다. 마찬가지로, Poynter 연구소의 알렉시오스 만찰리스는 정치적 거짓말은 새로운 것이 아니며, 역사상 오늘날 "탈진실"로 묘사될 몇몇 정치 캠페인을 확인했다고 말했다. 만잘리스에게, "탈진실"이라는 꼬리표는 어느 정도 "해설자들이 어떤 사실에 대한 공격에 반응하는 메커니즘"이었을 뿐만 아니라, 2016년은 "대서양 양쪽의 정치에 신랄한 한 해"였다고 언급했다. 만찰리스는 사실 확인에 대한 관심이 이보다 높았던 적이 없다는 점도 언급했는데, 이는 적어도 일부가 "탈진실" 정치를 거부하고 있음을 시사한다.
게다가, 가디언지의 카트린 바이너는 거짓 뉴스들과 선전들이 횡행하고 있지만, 소셜 미디어는 양날의 검이라고 언급한다. 이것은 몇몇 거짓 뉴스들이 퍼지는 것을 도왔지만, 다른 것들도 억제해왔다; 예를 들어, 그녀는 힐스버러 참사 이후 더 선의 거짓 "진실" 이야기와 관련된 경찰 은폐는 소셜 미디어 시대에는 상상하기 어려울 것이라고 말했다.

## 국가별
탈진실 정치는 오스트리아, 독일, 북한, 폴란드, 러시아, 튀르키예, 영국 및 미국의 포스트 진실 정치를 이코노미스트의 한 기사에서 확인한 바와 같이 다양한 정치 문화에 정치적 유행어로 적용되어 왔다.

### 독일
2016년 12월 독일어학회(Gesellschaft für deutsch Sprache, 독일어학회)는 2015년부터 우파 포퓰리즘이 부상한 것과 관련해 '포스트 팩티쉬'(postfaktisch, post-factual)를 올해의 단어로 선정했다. 1990년대 이후 사회학에서는 '포스트 민주주의'가 점점 더 많이 사용되었다.

### 인도
타임스오브인디아의 칼럼니스트인 아물야 고팔라크리쉬난은 한편으로는 트럼프와 브렉시트 캠페인의 유사성을, 다른 한편으로는 위조된 증거와 역사 수정주의에 대한 비난이 '이념적 난국'을 낳은 이스라트 자한 사건과 티에스타 세탈바드에 대한 진행 중인 사건 등 인도의 핫버튼 이슈를 확인했다.

### 인도네시아
탈진실 정치는 적어도 2016년부터 인도네시아에서 논의되어 왔다. 2016년 9월, 현직 자카르타 주지사인 바수키 차하야 푸르나마는 스리부 제도의 시민들을 대상으로 한 연설에서 일부 시민들이 "알 마이다와 다른 것들의 51절을 사용하여 속고 있다"고 말했는데, 이는 그의 정적들이 사용한 코란의 한 구절을 언급한 것이다. 이 영상은 이후 편집되어 한 단어가 생략되었으며, 그의 진술을 잘못 전달하고 정치 스캔들을 선동하여 모독 혐의와 징역 2년을 선고받았다. 이 사건 이후로, 탈진실 정치는 인도네시아 유권자들 사이의 상호작용뿐만 아니라 정치 캠페인에서 더 중요한 역할을 해왔다. 인도네시아 대학의 범죄학 연구자인 요셉 위르토노는 소셜 미디어 매체와 "인터넷 폭도"를 종교적 포퓰리즘이 확대될 수 있는 기회를 잠재적으로 "넓게" 열어준 탈진실 역학의 원천으로 확인했다.

### 남아프리카 공화국
타보 음베키 대통령 재임 기간 동안 그의 HIV/AIDS 부정주의로 인해 남아프리카 공화국의 의료와 교육은 크게 위축되었다.

### 영국
영국 정치에서 이 문구는 2012년 3월 스코틀랜드 노동당 MSP 아이인 그레이가 스코틀랜드 국민당의 주장과 공식 통계의 차이를 비판하면서 사용되었다. 짐 머피 스코틀랜드 노동당 대표는 2014년 스코틀랜드 독립 국민투표에서 독립 지지 운동가들 사이에서, 그리고 다가오는 EU 가입 국민투표에서 탈퇴 운동가들 사이에서 그들의 관점을 지지하지 않는 사실들이 제시되었을 때 사람들이 "명랑하게 메신저를 쐈다"는 포스트 진실 정치의 저류를 묘사하기도 했다.
특히 2016년 7월 발간된 칠콧 보고서가 토니 블레어가 이라크의 화학무기 프로그램이 진보했다는 그의 견해를 뒷받침하기 위해 군사 정보를 잘못 전달했다는 결론을 내린 후, 이라크 전쟁을 앞두고 탈진실 정치가 소급적으로 확인되었다.
이 문구는 2016년 영국 EU 회원국 국민투표에서 탈퇴 캠페인을 설명하는 데 널리 사용되었다. 스카이 뉴스의 정치 편집자 파이살 이슬람은 마이클 고브가 트럼프 선거운동에서 가져온 '탈진실 정치'를 사용했다고 밝혔으며, 특히 고브가 인터뷰에서 "이 나라 사람들은 전문가들을 충분히 보유했다고 생각한다"고 말한 것은 비록 이는 더 긴 발언의 일부에 불과하지만, 탈진실 흐름을 잘 보여주는 것으로 지적됐다. 비슷하게, 비공식적인 Leave.EU 캠페인의 설립자인 Arron Banks는 "사실은 효과가 없다 … 당신은 감정적으로 사람들과 연결해야 한다. 그것은 트럼프의 성공이다"라고 말했다. EU 국민투표에서 Leave의 저명한 운동가이자 보수당 대표 선거의 두 명의 최종 후보 중 한 명인 Andrea Leadsom은 특히 그녀가 대화록 증거에도 불구하고 타임즈와의 인터뷰에서 경쟁자인 테레사 메이의 무자녀를 비하한 것을 부인한 후 진실 이후의 정치인으로 지목되었다.

### 미국
새로운 미디어와 커뮤니케이션 기술(특히 인터넷과 블로그)의 부상과 정치적 커뮤니케이션 (정치 컨설팅)의 전문화와 더불어, 그 용어와 개념이 2016년 대중의 눈에 띄게 폭발하기 전까지 학자들은 9.11 이후의 시기와 조지 W. 부시 행정부의 전략적 커뮤니케이션을 이른바 '탈진실 정치' 출현의 결정적 순간으로 간주해 왔다. 부시 행정부가 사담 후세인과 알카에다 사이의 '연관'(토니 블레어 정부에 의해 병렬적으로 반복)과 후세인이 주장한 대량살상무기 보유(둘 다 당시 혹은 그 후에 전문가들에 의해 고도로 경쟁을 벌였으며, 오해의 소지가 있는 것으로 나타난)에 대해 이야기하는 요점들은 일부 학자들에 의해 역사적 변화의 일부로 간주되었다. (미국 정부의 조직적 거짓말과 같은) 정치적, 정부적 거짓말에 대한 오래된 전례에도 불구하고, 이러한 선전 노력은 (광범위한 케이블 및 위성 TV, 온라인 및 레거시 뉴스 미디어 소스 간의) 복잡한 새로운 커뮤니케이션 문화의 일부인 뉴미디어 시대에 조직과 실행에서 더 정교하다고 여겨졌다. 미국에서 칼 로브, 조지 W. 부시, 도널드 럼즈펠드 등의 전략적 커뮤니케이션과 동일시되는 불신과 기만은 (정확성 또는 정직성과 같은) 진실을 둘러싼 논란에 가까운 역사적 선례로 상당한 뉴스와 뉴미디어의 관심을 끌었고, 측정 가능한 혼란과 잘못된 믿음을 낳았다. 학자들이 연구한 가장 화려한 사례로는 2004년 존 케리 후보의 대선 출마(공화당 컨설턴트가 연출한 'Swift boat Veterans for Truth'의 주장)와 수년 뒤(2008년 미국 대선 전) 버락 오바마 당시 후보가 기독교인임을 선언했음에도 이슬람교도로 가짜 출생증명서(케냐 태생으로 추정)를 사용하고 있다는 점 등이 꼽힌다.
원래의 공식에서 '탈진실 정치'라는 용어는 민주당보다 더 엄격한 당규를 시행한 공화당이 그럼에도 불구하고 더 초당적인 것으로 표현할 수 있었던 미국의 역설적인 상황을 묘사하는 데 사용되었는데, 이는 개별 민주당이 공화당 정책을 지지할 가능성이 그 반대보다 더 높았기 때문이다. 이 용어는 뉴욕 타임즈에 실린 폴 크루그먼이 2012년 밋 롬니의 대선 캠페인을 묘사하기 위해 사용한 것으로, 버락 오바마가 국방비를 삭감했다는 주장이나 그가 "사과 투어"에 나섰다는 주장 등이 논란이 된 후에도 계속해서 반복되었다. 현대 미국 정치에서 다른 형태의 과학적 부정론은 안티 백신 운동, 현재 시판되는 GMO 식품이 건강에 부정적인 영향을 미치지 않는다는 강력한 과학적 합의에도 불구하고 기존의 유전자 변형 식품이 해롭다는 믿음 등을 포함한다. 미국의 건강 자유 운동은 1994년 초당적인 식이보충제 건강 및 교육법을 통과시키는 결과를 낳았는데, 이 법은 FDA가 동종 요법 제품에 대한 규제를 시작했지만 소비자가 기대하는 목적에 대해 안전하거나 효과적이라는 증거 없이 식이보충제의 판매를 허용한다.
하버드대 케네디스쿨의 윤리학 및 공공정책 강사인 크리스토퍼 로비쇼는 <하버드 가제트>에 기고한 평론에서 선거의 정당성에 대한 음모론과 버락 오바마가 태생적인 미국 시민이 아니라는 'birther' 사고 등을 탈진실 정치의 한 가지 부작용으로 설명했다. 로비쇼는 2000년 선거에서 앨 고어가 부시 대 고어의 결과를 인정하고 지지자들에게 받아들이도록 독려했던 경합적 결과와 후보들의 행태를 비교하기도 했다. 마찬가지로 휴머니스트를 위해 쓴 롭 보스턴은 미국 공공생활 전반에 걸쳐 Birtherism, 기후변화 부정론, 진화 거부론 등 음모론이 증가했는데, 그는 이러한 음모론에 대한 광범위하고 광범위한 증거의 존재가 이들의 성장을 늦추지 않았다고 지적하면서 이를 탈진실 정치의 결과로 파악했다.
2016년에는 워싱턴 포스트의 다니엘 W. 드레즈너 교수, 가디언의 조나단 프리랜드, 인디펜던트의 크리스 실리자, 뉴리퍼블릭의 지트 히어, 로스앤젤레스타임스의 제임스 키르칙 교수 등 도널드 트럼프의 대선 캠페인을 묘사하는 데 "탈진실"이라는 꼬리표가 특히 널리 사용됐다. 2017년에는 뉴욕 타임스, 워싱턴 포스트 등이 선거 후 트럼프의 발언에 거짓이나 거짓을 지적하기 시작했다. 버락 오바마 전 대통령은 뉴미디어 생태계가 "모든 것이 진실이고 아무것도 진실이 아님을 의미한다"고 말했다.

#### 정치적 "사실"
미국의 저명한 정치인이자 트럼프 지지자인 뉴트 깅리치는 2016년 7월 22일 방영된 CNN 기자 알리신 카메로타와의 인터뷰에서 신뢰할 수 있는 정부 기관이 수집한 통계보다 유권자들의 감정에 기반한 사실이 정치 캠페인에서 더 중요하다고 설명했다:
- 카메로타: "그들은 그것을 느끼고 있다, 네, 하지만 사실은 그것을 뒷받침하지 못한다.

- 깅리치: 정치적 후보자로서, 나는 사람들의 기분에 따라 갈 것이고, 나는 당신을 이론가들과 함께 가게 할 것이다."[146][147]

사실이 아닌 것을 출판하거나 주장하는 사람들의 지지자들은 반드시 그들을 믿지는 않지만, 그것이 게임이 진행되는 방식이라는 것을 받아들였다.

#### 환경 정치
비록 인간의 활동이 지구 온난화에 기여한다는 것이 과학자들 사이의 일치된 의견이지만, 세계의 몇몇 정당들은 기후 변화 부정을 그들의 정책의 기초로 만들었다. 이 정당들은 산업 기부자들에게 이익을 주기 위해 기후 변화와 싸우기 위한 환경 조치를 공격하기 위해 탈진실 기술을 사용했다는 비난을 받아왔다. 2016년 선거 이후, 미국은 버락 오바마의 임명자 지나 매카시를 대신하여 새로운 환경 보호국의 수장인 스콧 프루이트가 권력을 잡는 등 수많은 기후 변화 부정자들이 등장했다. 호주에서, 디 에이지는 토니 애벗 정부에 의한 탄소 가격 결정의 폐지를 "탈진실 정치의 최하층"으로 묘사했다.

## 해결책
정치학자 알프레드 무어(요크 대학교), 카를로 인버니지-액체티(뉴욕 시립 대학교), 엘리자베스 마르코프츠(마운트 홀리요크 칼리지), 자이넵 파무크(세인트 존스 칼리지)는 미국 역사학자 소피아 A. 로젠펠트의 저서 민주주의와 진실: 짧은 역사 (2019)와 탈진실 정치를 다루는 데 있어 그것의 잠재적 해결책을 평가했는데, 인버니지-액체티는 "현대 민주주의 체제에서 포퓰리즘과 기술주의 사이의 분열이 증가하는 것에 대한 해결책"이라고 말했다.
로젠펠트는 탈진실 정치의 문제에 대한 7가지 잠재적 해결책을 강조한다.
1. 진실 말하기와 사실 확인에 대한 윤리적인 약속
2. 정착된 토론을 재개하는 것에 대한 금지
3. 소셜 미디어 회사에 의한 허위 정보에 대한 단속
4. 자유 발언 절대주의로부터의 전환
5. 정치 제도의 완전성 보호
6. 교육을 통한 정보 리터러시의 향상
7. 거짓말과 부패에 대한 비폭력 시위의 지지

인버니지-액체티는 정치에서 진리의 가치를 보지 못하기 때문에 로젠펠트의 해결책을 비판한다. 인버니지-액체티는 "진실은 정치적으로 권위의 정당화로서 기능하는 반면, 민주주의를 '진실의 정권'으로서 구성하려는 어떤 시도도 결국은 그 자신과 모순될 수밖에 없다"고 썼다. 이에 대한 답으로, 로젠펠트는 "진실은 항상 어떤 민주주의에 대한 문제적인 침입일 수밖에 없다"고 쓰고, "회의주의는 민주주의에 진정으로 내재한다"고 썼다. 알프레드 무어는 "해결책은 대중적이든 전문가든, 지식의 더 나은 조직과 의사소통, 그리고 그것들 사이의 경쟁과 상호작용의 제도와 관행으로부터가 아니라, 공동의 관심과 상호 헌신의 실체적인 관계의 생성으로부터 나올 것이다"라고 언급한 로젠펠트의 제안에 응답한다.